# Montigny-sous-Marle
 Montigny-sous-Marle  là một xã ở tỉnh Aisne, vùng Hauts-de-France thuộc miền bắc nước Pháp.